# Pacific-12 Conference

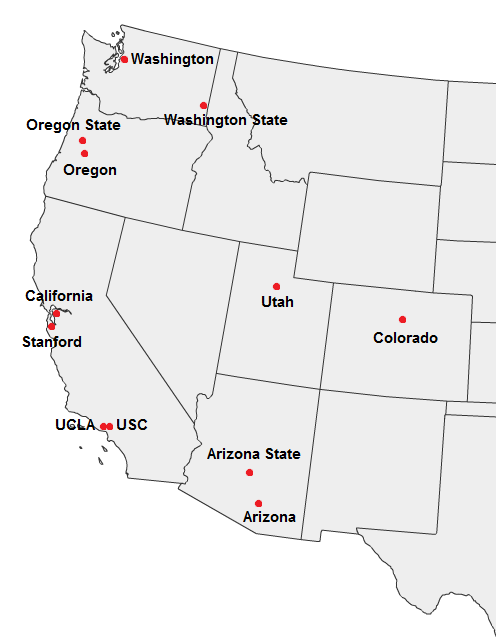
Położenie uczelni członkowskich na mapie

Pacific-12 Conference (potocznie Pac-12) – jedna z konferencji NCAA Division I, głównego systemu międzyuczelnianych rozgrywek sportowych w Stanach Zjednoczonych. Powstała w 1959 roku, od 1978 do 2010 roku była znana pod nazwą Pacific-10 Conference. Od 2011 roku działa pod obecną nazwą. Organizuje zawody w 11 dyscyplinach sportu dla mężczyzn oraz 11 dla kobiet. Zajmuje pierwsze miejsce wśród wszystkich konferencji NCAA pod względem liczby uzyskanych przez jej członków tytułów akademickich mistrzów USA w różnych dyscyplinach. W jej skład wchodzi 12 uniwersytetów z sześciu stanów: Arizona, Kalifornia, Oregon, Waszyngton, Utah i Kolorado. Dziesięć uczelni członkowskich to uniwersytety publiczne, a dwie pozostałe to uniwersytety prywatne. Najbardziej utytułowanym z nich jest University of California, Los Angeles, którego zawodnicy zostawali mistrzami NCAA w różnych sportach łącznie 104 razy (stan na maj 2009). Biura Konferencji mieszczą się w Walnut Creek w stanie Kalifornia. Jej komisarzem jest Larry Scott, były szef WTA.

## Uczelnie członkowskie
| Uniwersytet                           | Nazwa drużyny |
| ------------------------------------- | ------------- |
| University of Arizona                 | Wildcats      |
| Arizona State University              | Sun Devils    |
| University of California, Berkeley    | Golden Bears  |
| University of Colorado at Boulder     | Buffaloes     |
| University of Oregon                  | Ducks         |
| Oregon State University               | Beavers       |
| Stanford University                   | Cardinal      |
| University of California, Los Angeles | Bruins        |
| University of Southern California     | Trojans       |
| University of Utah                    | Utes          |
| University of Washington              | Huskies       |
| Washington State University           | Cougars       |

W zawodach piłki nożnej mężczyzn biorą także udział zawodnicy z San Diego State University. Sześć uczelni spoza konferencji wystawia swoich reprezentantów na organizowane przez nią zawody w zapasach. Wynika to z faktu, iż macierzyste konferencje tych uczelni nie organizują tego rodzaju zawodów.

## Dyscypliny sportu

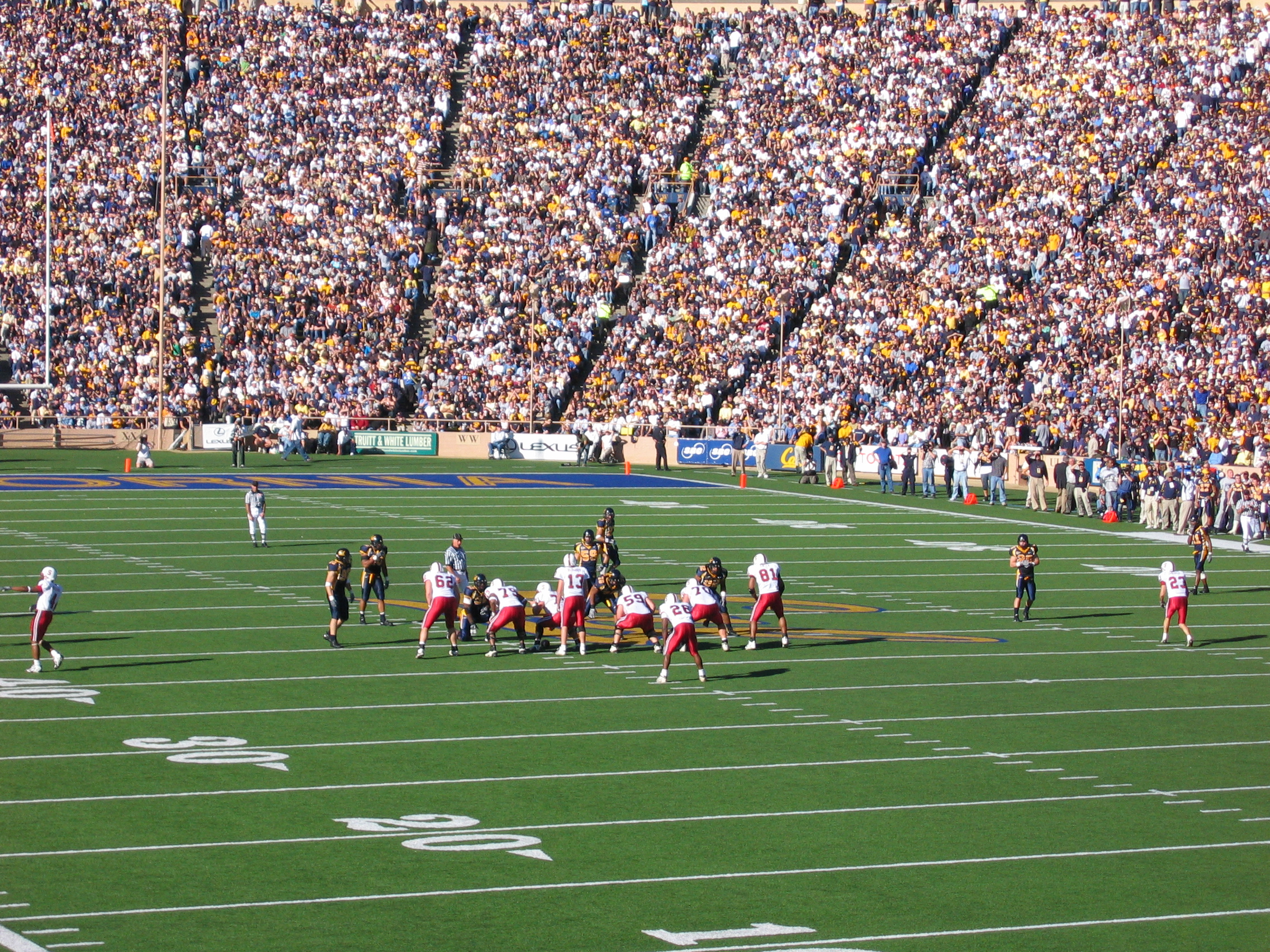
Mecz futbolu amerykańskiego w ramach Konferencji

Konferencja organizuje zawody w następujących dyscyplinach (M oznacza zawody dla mężczyzn, K dla kobiet):
- Baseball (M)
- Koszykówka (M,K)
- Biegi przełajowe (M,K)
- Futbol amerykański (M)
- pływanie (M,K)
- Golf (M,K)
- Gimnastyka sportowa (K)
- Wioślarstwo (M,K)
- Piłka nożna (M,K)
- Softball (M)
- Tenis (M,K)
- Lekkoatletyka (M,K)
- Siatkówka (K)
- Zapasy (M)

## Największe obiekty

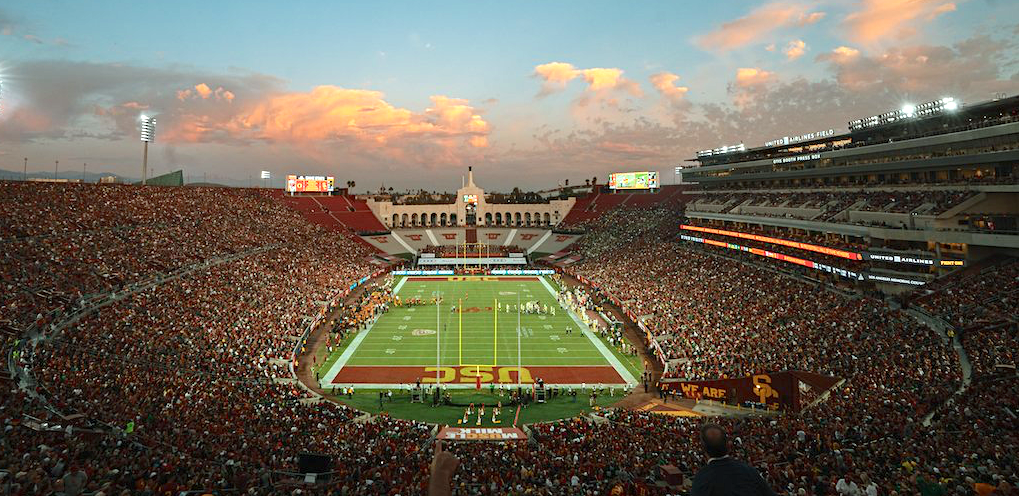
Mecz na Los Angeles Memorial Coliseum, największym stadionie konferencji

Największym obiektem spośród pozostających w dyspozycji członków konferencji jest Los Angeles Memorial Coliseum (stadion olimpijski z 1932 i 1984 roku), gdzie swoje mecze futbolu amerykańskiego rozgrywa University of Southern California. Może na nim zasiąść ponad 93 tysiące widzów. Niespełna dwa tysiące widzów mniej wchodzi na Rose Bowl, gdzie grają futboliści z University of California, Los Angeles. Największą halą jest McKale Center, gdzie mecze koszykówki rozgrywają zawodnicy z University of Arizona. Obiekt ten mieści niespełna 15 tysięcy widzów.